# Ferro (Covilhã)
Ferro ist eine Gemeinde (Freguesia) im portugiesischen Kreis Covilhã. In ihr leben 1554 Einwohner (Stand 19. April 2021).